# Bahnhof Bochum West
Bahnhof Bochum West vasútállomás Németországban, Bochum tartományban. A német vasútállomás-kategóriák közül a hatodik csoportba tartozik.

## Vasútvonalak
Az állomást az alábbi vasútvonalak érintik:
- Bochum–Gelsenkirchen-vasútvonal

## Forgalom

### Regionális
| Járat | Útvonal | Ütem                                                    |
| ----- | --- | ------------------------------------------------------- |
| RB 46 | Glückauf-Bahn: Gelsenkirchen Hbf – Wanne-Eickel Hbf – Bochum-Riemke – Bochum-Hamme – Bochum West – Bochum Hbf Stand: Fahrplanwechsel Dezember 2014 | hétfőtől péntekig: 30 perc szombat és vasárnap: 60 perc |

## Kapcsolódó állomások
A vasútállomáshoz az alábbi állomások vannak a legközelebb:
- Bochum Hauptbahnhof
- Bahnhof Bochum-Hamme